# Alaungsithu
Alaungsithu albo Sithu I (birm. အလောင်းစည်သူ /ʔəláʊɴ sìθù/) również  Cansu I (ur. 13 grudnia 1089, zm. 1167) – król z dynastii Pagan w Birmie (Mjanmie) panujący od ok. 1112 do śmierci.
Panowanie Sithu było dla Paganu pomyślne, gdyż królestwo stało się nieodłączną częścią sieci handlu lądowego i morskiego. Sithu zaangażował się w prowadzony na wielką skalę w całym królestwie program budowlany, który obejmował tworzenie w strategicznych lokalizacjach kolonii oraz wznoszenie fortec i strażnic dla wzmocnienia granic, budowę sal święceń i pagód dla wspierania religii, a także kopanie zbiorników wodnych, wznoszenie tam i przeprowadzanie innych prac ziemnych aby wspomóc rolników. W celu usprawnienia administracji i handlu wprowadził on także w całym kraju standardowy system wag i miar. Patronował on początkowi procesu odejścia od kultury mońskiej na rzecz ekspresji indywidualnego stylu birmańskiego.
Sithu zapamiętany został jako wędrujący król, który dużo czasu spędzał na podróżach po swoim królestwie, wznosił monumentalne budowle i wspierał buddyzm Therawady aktami pobożności.

## Wczesne lata życia
Sithu urodził się 13 grudnia 1089 r. jako Zeyathura Sithu (birm. ဇေယျ သူရ စည်သူ; pali Jayyasura Cansu), syn Sawyuna (syna króla Sawlu) i Shwe Einthi (córki króla Kyanzitthy). Kroniki nie są zgodne co do dat związanych z jego życiem i panowaniem. Poniższa tabela przedstawia daty podawane przez cztery główne kroniki.
| Kronika            | Urodzenie–Śmierć | Długość życia | Panowanie | Długość panowania |
| ------------------ | ---------------- | ------------- | --------- | ----------------- |
| Zatadawbon Yazawin | 1093–1167        | 73            | 1111–1167 | 56                |
| Maha Yazawin       | 1074–1158        | 84            | 1088–1158 | 70                |
| Yazawin Thit       | 1079–1168        | 89            | 1093–1168 | 75                |
| Hmannan Yazawin    | 1067–1167        | 100           | 1092–1167 | 75                |

Gdy urodził się Sithu Kyansittha, który był przekonany, że nie ma syna uradował się tak bardzo, iż nałożył niemowlęciu królewską koronę i pokazał je ludowi mówiąc przy tym: „Zobaczcie swego króla! Odtąd panuję tylko jako jego regent” (Okazało się później, że Kyanzittha jednak miał syna urodzonego przez kobietę będącą jego żoną, gdy przebywał na wygnaniu w latach 70. XI w. Syn ten, Yazakumar, nie zgłaszał żadnych pretensji do tronu.)

## Wstąpienie na tron
W drodze na tron po śmierci dziadka ok. 1112/1113 r. Sithu nie natrafił na żadną opozycję. Obrzędowi koronacji przewodniczył starzejący się już najwyższy mnich Paganu Shin Arahan, który przeprowadzał też koronacje dwóch poprzednich królów, a funkcję doradcy pełnił wobec trzech monarchów. Po wstąpieniu na tron Sithu przybrał królewski tytuł Sri Tribhuwanaditya Pavarapandita Sudhammaraja Mahadhipati Narapatisithu.

## Panowanie

### Administracja
Początkowy okres panowania Sithu upłynął na tłumieniu buntów, w tym zwłaszcza w regionie Taninthayi i w północnej części Arakanu. Sporządzona w języku pali inskrypcja odkryta w Mergui stanowi dowód na to, że w tym czasie Taninthayi płaciło daninę królom Paganu. W północnym Arakanie uzurpator (Kahton, książę Thetów) wypędził prawowitego następcę tronu, który uciekł do Paganu, gdzie później zmarł. Pierwsza podjęta przez Pagan próba odzyskania tronu dla prawowitego następcy (Letya Min Nana)–inwazja połączonych sił morskich i lądowych–nie powiodła się, jednak za drugim razem, w 1118 r., osiągnięto sukces. (Kroniki arakańskie opisują to wydarzenie jako mające miejsce w roku 1103.) Wdzięczny Letya Min Nan dokonał na cześć swojego suzerena Sithu naprawy świątyni Buddhagaya.
Sithu odbywał dalekie i rozległe podróże po swojej ziemi, wznosząc przy tym wiele budowli dla zyskania religijnej zasługi. Te pobożne pielgrzymki stanowią główny temat kronik opisujących jego panowanie. Miał on podobno dotrzeć morzem aż do Malajów na południu i do Bengalu na zachodzie. Podobnie jak jego pradziad Anawrahta, podróżował też do królestwa Nanzhao. Oczywiście, jego długim nieobecnościom w stolicy towarzyszyć musiało wiele zamieszania.
Wydawane na jego dworze zarządzenia, wśród nich także jego osobiste, przetrwały w postaci zbioru Alaungsithu Hpyatton.

### Gospodarka
Panowanie Sithu było pomyślne, gdyż Pagan był nieodłączną częścią sieci handlu lądowego i morskiego. Sithu zaangażował się w prowadzony na wielką skalę w całym królestwie program budowlany, który obejmował tworzenie w strategicznych lokalizacjach kolonii oraz wznoszenie fortec i strażnic dla wzmocnienia granic, budowę sal święceń i pagód dla wspierania religii, a także kopanie zbiorników wodnych, wznoszenie tam i przeprowadzanie innych prac ziemnych aby wspomóc rolników. W celu usprawnienia administracji i handlu wprowadził on także w całym kraju standardowy system wag i miar. Standaryzacja stanowiła impuls do monetyzacji gospodarki Paganu, czego jednak pełny wpływ został odczuty dopiero w późniejszych latach XII w.

### Kultura

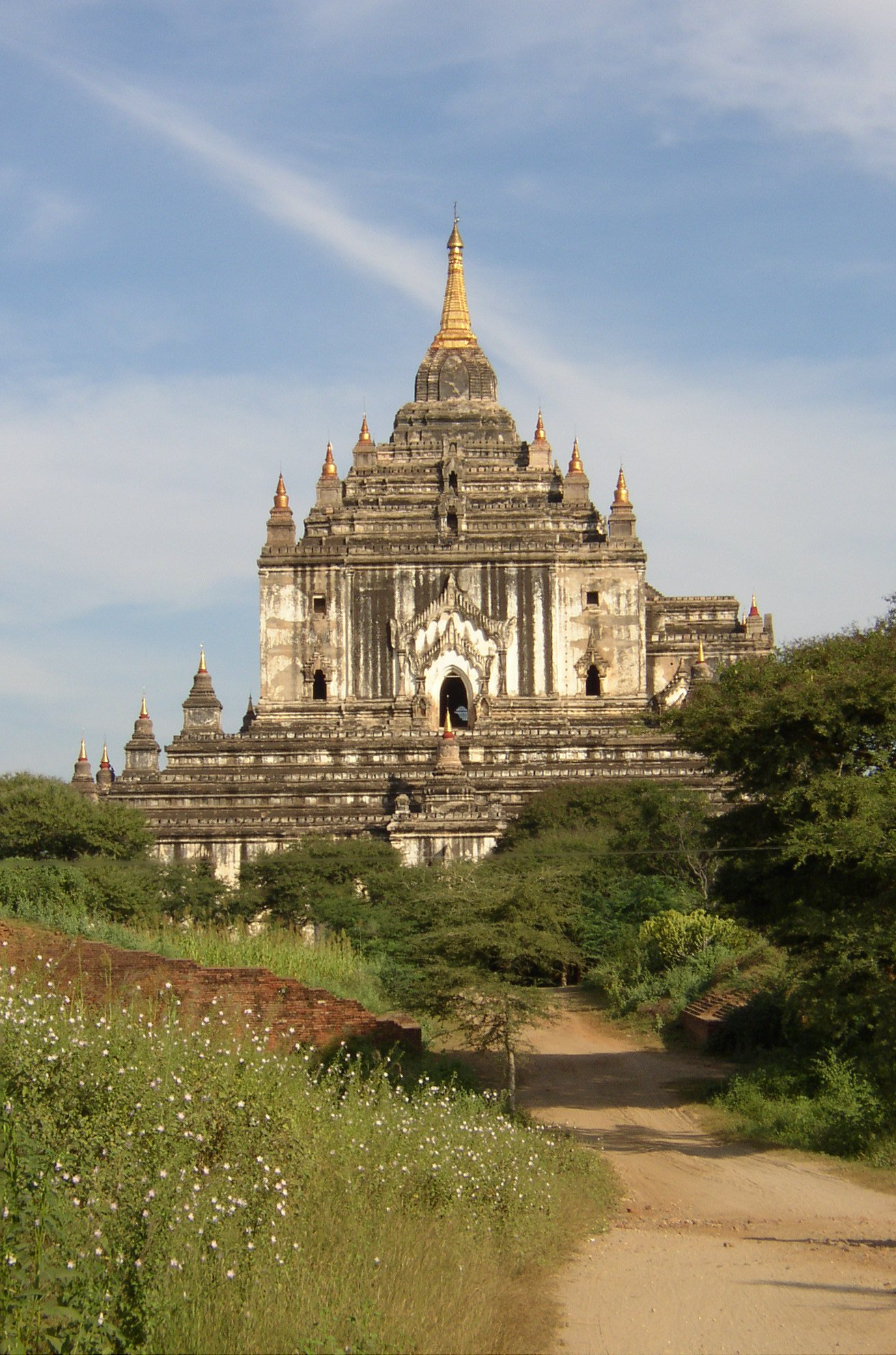
Świątynia Thatbyinnyu – najwyższa w Paganie

Dobrobyt królestwa stał się podstawą dla boomu budowlanego, do jakiego doszło już za panowania dziadka Sithu. Teraz jednak rozpoczęło się zauważalne przejście od mońskiego stylu w architekturze do stylu birmańskiego. Wśród świątyń budowanych w czasie jego rządów znajdują się ostatnie przykłady architektury Monów w Paganie, jak również najwcześniejsze próby wznoszenia świątyń w stylu birmańskim, z których najsłynniejszą jest świątynia Thatbyinnyu. Konsekrowana w 1144 r., świątynia ta znajduje się w odległości około 460 m od świątyni Ananda, a ze swą iglicą wznoszącą się na wysokość ponad 61 m jest najwyższa spośród wszystkich obiektów Paganu. Obok swojego pałacu kazał on także wznieść świątynię Shwegugyi.

## Konflikt z Min Shin Sawem
Najstarszy syn Sithu, Min Shin Saw, przez większość jego panowania cieszył się tytułem następcy tronu. Jednak w 1060 r. król ukarał go wygnaniem za złe traktowanie ludzi. Po zesłaniu Min Shin Sawa do małego miasteczka położonego ok. 145 km na północ od Paganu, Sithu wyznaczył na następcę tronu swego drugiego syna – Narathu.

## Śmierć

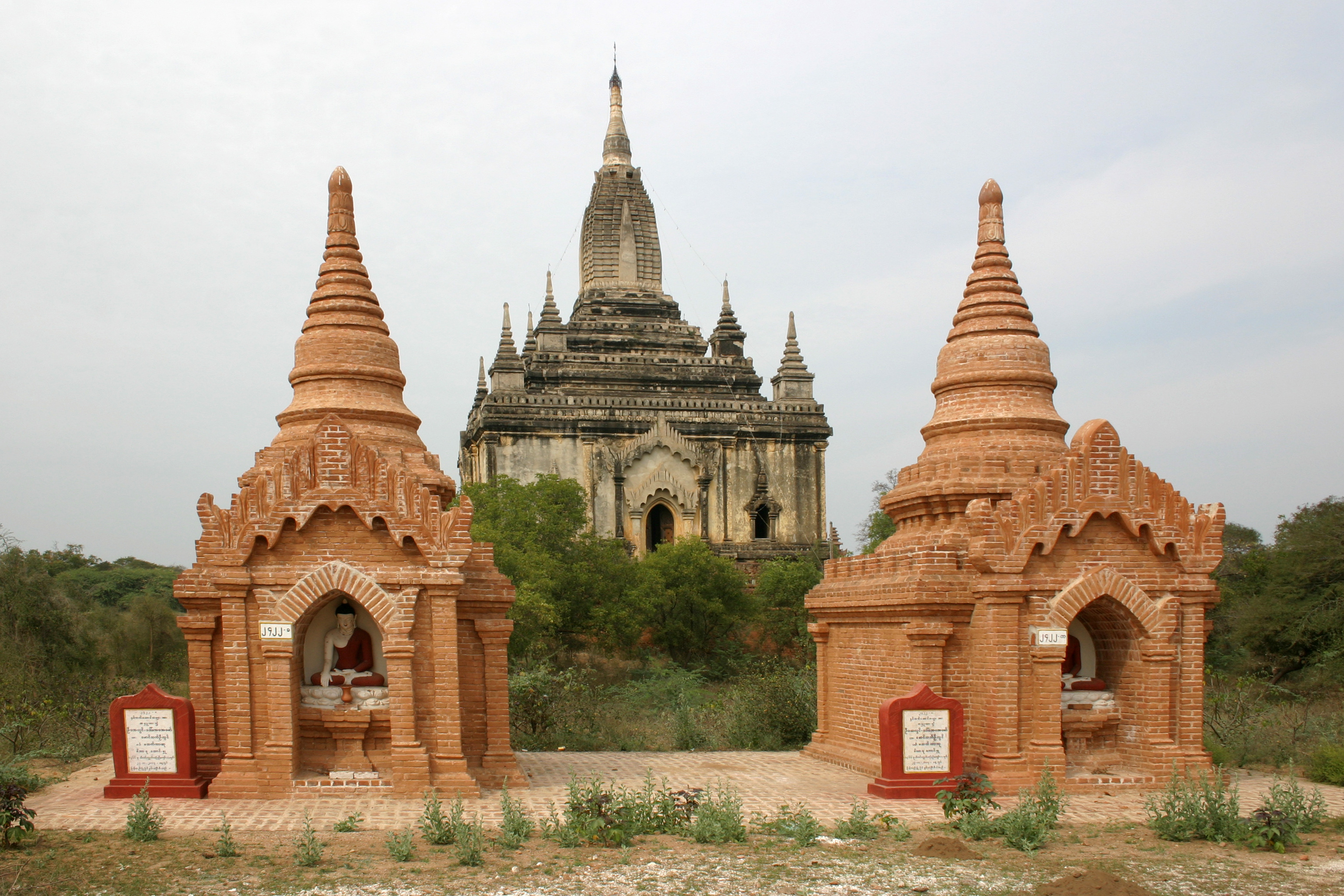
Świątynia Shwegugyi, w której zamordowano Sithu

W roku 1167 Sithu zachorował. Narathu, nie mogąc się doczekać wstąpienia na tron, przeniósł króla z pałacu do pobliskiej świątyni Shwegugyi. Gdy Sithu odzyskał świadomość i dowiedział się, że został odsunięty od tronu, wpadł we wściekłość. Wówczas pojawił się Narathu i udusił króla za pomocą pościeli.
Ze względu na swoje liczne pobożne uczynki, po śmierci Sithu został zapamiętany w historii Mjanmy jako Alaungsithu (dosł. Sithu Budda Maitreja). Pobożny buddyjski król został także włączony do panteonu birmańskich animistycznych bóstw – natów – pod imieniem Min Sithu. (Wszystkie, z wyjątkiem jednego, naty należące do oficjalnego panteonu są duchami osób zamordowanych.)